# Denís Boiko
Denís Boiko (ucraïnès: Денис Олександрович Бойко; Kíiv, 29 de gener de 1988) és un porter de futbol professional ucraïnès que juga pel Dinamo de Kíiv.

## Carrera de club
Nascut a Kíiv, en la SSR ucraïnesa de la Unió soviètica, Boyko va fer el seu debut amb el Dynamo Kyiv en un partit contra FC Metalurh Zaporíjia el 9 de maig de 2010.
VA jugar 18 partits amb el Dnipro a la Lliga Europea de la UEFA 2014-15, incloent la final, la qual van perdre 2-3 contra el Sevilla FC a Varsòvia.

### Palmarès
FC Dnipró Dnipropetrovsk
- UEFA Europa Lliga (1): subcampió 2014-15